# Säsong 21 av Simpsons
Den tjugoförsta säsongen av Simpsons började sändas på Fox 27 september 2009 och avslutades 23 maj 2010 och sänds på samma tid som föregående säsong, söndagar 20.00 och sänds i HD. TV-kanalen Sky One sände det första avsnittet den 14 januari 2010 och TV6 den 2 mars 2010.
Avsnittet Treehouse of Horror XX har vunnit en Annie Award i kategorin Writing in a Television Production. Till Emmy Award 2010 och "Outstanding Voice-Over Performance" nominerades Dan Castellaneta för avsnittet Thursdays With Abie samt Hank Azaria för avsnittet Moe Letter Blues och Anne Hathaway för avsnittet Once Upon A Time In Springfield som också vann. Avsnittet Once Upon A Time In Springfield är också nominerat till en Emmy Award för "Outstanding Animated Program". Säsongen var också nominerad på Kids' Choice Awards 2010.
I USA sågs säsongen i genomsnitt av 7,2 miljoner vilket är mer än föregående säsong. Avsnittet Once Upon a Time in Springfield var det mest sedda avsnittet med 14,62 miljoner, det minst sedda avsnittet var Million Dollar Maybe som sågs av 5,110 miljoner. Avsnittet The Squirt and the Whale har nominerats till Annie Award för "Best Animated Television Production" samt så är John Frink nominerad till "Writing in a Television Production" för avsnittet Stealing First Base. Avsnittet Moe Letter Blues av Stephanie Gillis samt O Brother, Where Bart Thou? av Matt Selman är nominerad till Writers Guild of America Award.

## Lista över avsnitt
| Nr i serien | Nr i säsongen | Titel                             | Regissör                                                                                  | Författare                           | Sändningsdatum (USA) | Sändningsdatum (Sverige) | Produktkod |
| --- | ------------- | --------------------------------- | ----------------------------------------------------------------------------------------- | ------------------------------------ | -------------------- | ------------------------ | ---------- |
| 442 | 1             | "Homer the Whopper"               | Lance Kramer                                                                              | Evan Goldberg & Seth Rogen           | 27 september 2009    | 2 mars 2010              | LABF13     |
| Comic Book Guy har skapat seriehjälten Everyman som får sina superkrafter från andra serier. Homer får huvudrollen då serien ska bli en film och med hjälp av Lyle McCarthy lyckas han gå ner i vikt. Gästskådespelare: Seth Rogen, Matt Groening och Kevin Michael Richardson. |               |                                   |                                                                                           |                                      |                      |                          |            |
| 443 | 2             | "Bart Gets a 'Z'"                 | Mark Kirkland                                                                             | Matt Selman                          | 4 oktober 2009       | 2 mars 2010              | LABF15     |
| Edna avskedas efter att hon druckit alkohol (som egentligen var kaffe som spetsats med alkohol) på jobbet och hon ersätts av den unga läraren Zachary Vaughn. Gästskådespelare: Marcia Wallace. |               |                                   |                                                                                           |                                      |                      |                          |            |
| 444 | 3             | "The Great Wife Hope"             | Matthew Faughnan                                                                          | Carolyn Omine                        | 11 oktober 2009      | 9 mars 2010              | LABF16     |
| Marge försöker lägga ner kampsporten Ultimate Punch Kick and Choke Championships. Kampsportens grundare, Chet Englebrit, lovar att lägga ner sporten om hon vinner över honom i en match. Gästskådespelare: Chuck Liddell och Marcia Wallace. |               |                                   |                                                                                           |                                      |                      |                          |            |
| 445 | 4             | "Treehouse of Horror XX"          | Manic Matthew Schofield (Matthew Schofield) & Mike Beheaded Anderson 2 (Mike B. Anderson) | Edward Danielchunhands (Daniel Chun) | 18 oktober 2009      | 16 mars 2010             | LABF14     |
| Familjen anordnar en halloweenfest som får besök av riktiga monster. Dial M for Murder or Press "#" to Return to Main Menu - Lisa gör upp med Bart att de ska hämnas på sin lärare efter att Lisas lärare, Hoover skickat henne till kvarsittning. Bart missförstår deras plan och dödar Hoover. Don't Have a Cow, Mankind - Krusty introducerar en ny hamburgare, där köttet kommer från kor som äter kor. Hamburgaren visar sig ha en bieffekt; alla som äter den blir zombies, utom Bart. There's No Business Like Moe Business - En musikal, där Moes nya öl blir en succé efter att Homers blod hamnat i tanken och Marge blir övertalad av Moe att Homer har rymt. Gästskådespelare: Macabre Marcia Wallace (Marcia Wallace). |               |                                   |                                                                                           |                                      |                      |                          |            |
| 446 | 5             | "The Devil Wears Nada"            | Nancy Kruse                                                                               | Tim Long                             | 15 november 2009     | 23 mars 2010             | LABF17     |
| Marge gör en sexkalender, vilket först generar henne och senare Bart. Carl blir befordrad som i sin tur befordrar Homer, tillsammans reser de till Paris och Homer får allt mindre tid tillsammans med Marge. Gästskådespelare: Marcia Wallace. |               |                                   |                                                                                           |                                      |                      |                          |            |
| 447 | 6             | "Pranks and Greens"               | Chuck Sheetz                                                                              | Jeff Westbrook                       | 22 november 2009     | 23 mars 2010             | LABF18     |
| Bart upptäcker att Andy Hamilton är den värsta eleven genom tiderna på Springfield Elementary. Bart träffar honom och upptäcker att han är arbetslös och bor hos sin mamma. Marge bestämmer sig för att börja inhandla hälsosammare mat. Gästskådespelare: Jonah Hill och Marcia Wallace. |               |                                   |                                                                                           |                                      |                      |                          |            |
| 448 | 7             | "Rednecks and Broomsticks"        | Bob Anderson & Rob Oliver                                                                 | Kevin Curran                         | 29 november 2009     | 30 mars 2010             | LABF19     |
| Lisa blir kompis med tre unga Wiccanstjejer och hon blir intresserad av häxkonst. Hennes nya kompisar blir arresterade för häxeri av Wiggum och Homer börjar dricka hembränt. Han blir senare utvald till domare i en hembränningstävling. Gästskådespelare: Neve Campbell. |               |                                   |                                                                                           |                                      |                      |                          |            |
| 449 | 8             | "O Brother, Where Bart Thou?"     | Steven Dean Moore                                                                         | Matt Selman                          | 13 december 2009     | 6 april 2010             | MABF01     |
| Under en snöoväder blir det strömavbrott och Bart tvingas umgås med Lisa och Maggie. Bart blir trött på sina systrars syskonband och försöker få Homer och Marge att skaffa en lillebror till honom. Då det inte går adopterar han Charlie. Gästskådespelare: Cooper Manning, Eli Manning, Huell Howser, Jordan Nagai, Kim Cattrall, Peyton Manning och Smothers Brothers. |               |                                   |                                                                                           |                                      |                      |                          |            |
| 450 | 9             | "Thursdays with Abie"             | Michael Polcino                                                                           | Don Payne & Mitchell H. Glazer       | 3 januari 2010       | 13 april 2010            | MABF02     |
| Familjen tar med sig farfar till vattenparken där han träffar journalisten Marshall Goldman som blir intresserad av Abes liv och börjar skriva en serie artiklar om honom. Bart har fått i uppdrag av Edna att ta hand om gosedjuret lammet Larry över helgen. Bart vantrivs med uppgiften så Lisa bestämmer sig för att ta hand om Larry. Gästskådespelare: Marcia Wallace och Mitch Albom. |               |                                   |                                                                                           |                                      |                      |                          |            |
| 451 | 10            | "Once Upon a Time in Springfield" | Matthew Nastuk                                                                            | Stephanie Gillis                     | 10 januari 2010      | 13 april 2010            | LABF20     |
| Då tittarsiffrorna för Krusty the Clowen Show tappar kvinnliga tittare tar man in karaktären prinsessan Penelope. Programmets manliga publik avskyr det nya formatet medan kvinnorna älskar Penelope. Då Mr Burns drar in på företagets fira munkar försöker Gator McCall övertala Homer, Lenny och Carl att börja jobb på Capital Citys kärnkraftverk istället. Gästskådespelare: Anne Hathaway, Eartha Kitt, Gary Larson, Jackie Mason och Maurice LaMarche. |               |                                   |                                                                                           |                                      |                      |                          |            |
| 452 | 11            | "Million Dollar Maybe"            | Chris Clements                                                                            | Bill Odenkirk                        | 31 januari 2010      | 27 april 2010            | MABF03     |
| Homer och Marge ska hålla ett bröllopstal för kusinparet Valerie. När Homer äter en lyckokaka till lunch får han veta att det är hans turdag. På väg till bröllopet stannar Homer och köper en lott och missar bröllopet. Han försöker hinna till bröllopsmiddagen men kör av vägen och hamnar på sjukhuset. På ålderdomshemmet saknas möjligheten att kolla på tv då man saknar en A/D-omvandlare så Lisa köper en Funtendo Zii till dem. Gästskådespelare: Chris Martin och Marcia Wallace. |               |                                   |                                                                                           |                                      |                      |                          |            |
| 453 | 12            | "Boy Meets Curl"                  | Chuck Sheetz                                                                              | Rob LaZebnik                         | 14 februari 2010     | 4 maj 2010               | MABF05     |
| Homer måste jobba över och blir försenad till sin dejtkväll med Marge. Dejtkvällen avslutas med att de tillsammans upptäcker vintersporten curling. Både Homer och Marge visar sig vara duktiga i curling och blir uttagna till OS 2010. Lisa blir beroende av att samla knappnålar från de olympiska spelen. Gästskådespelare: Bob Costas. |               |                                   |                                                                                           |                                      |                      |                          |            |
| 454 | 13            | "The Color Yellow"                | Raymond S. Persi                                                                          | Billy Kimball & Ian Maxtone-Graham   | 21 februari 2010     | 4 maj 2010               | MABF06     |
| Lisa får uppdraget att göra ett släktträd som en skoluppgift. Hon upptäcker historien om hur Eliza tillsammans med Mabel och Hiram är med i Underground Railroad då de försöker frita slaven Virgil. Gästskådespelare: Wren T. Brown. |               |                                   |                                                                                           |                                      |                      |                          |            |
| 455 | 14            | "Postcards from the Wedge"        | Mark Kirkland                                                                             | Brian Kelley                         | 14 mars 2010         | 26 september 2010        | MABF04     |
| Edna ger eleverna en tre månaders läxa men Bart misslyckas ändå med läxan. Homer och Marge försöker få Bart att börja satsa med skolan. Då Bart misslyckas att få Homer och Marge att bli osams bestämmer han sig för att spränga skolan. Gästskådespelare: Marcia Wallace. |               |                                   |                                                                                           |                                      |                      |                          |            |
| 456 | 15            | "Stealing First Base"             | Steven Dean Moore                                                                         | John Frink                           | 21 mars 2010         | 3 oktober 2010           | MABF07     |
| Homer köper en GPS, som visar sig gå enligt metersystemet. Barts klass blir ihopslagen med den andra fjärdeklassen. Han blir förälskad i Nikki och han bestämmer sig för att söka efter råd. Lisa blir populär då hon får F i betyg men det visar sig att det var Ralphs provresultat. Hon börjar skriva en blogg och upptäcks av Flotus1 som visar sig vara Michelle Obama som kommer på besök till Springfield Elementary. Gästskådespelare: Angela Basse och Sarah Silverman. |               |                                   |                                                                                           |                                      |                      |                          |            |
| 457 | 16            | "The Greatest Story Ever D'ohed"  | Michael Polcino                                                                           | Kevin Curran                         | 28 mars 2010         | 10 oktober 2010          | MABF10     |
| Ned låter Simpsons följa med till Jerusalem där de möter guiden Jakob. Ned uppskattar inte att Homer är mer intresserade av maten än historien. Bart hamnar i bråk med den unga säkerhetsvakten Dorit, och Homer tror sig sedan vara Messias. Gästskådespelare: Sacha Baron Cohen och Yael Naim. |               |                                   |                                                                                           |                                      |                      |                          |            |
| 458 | 17            | "American History X-cellent"      | Bob Anderson                                                                              | Michael Price                        | 11 april 2010        | 17 oktober 2010          | MABF08     |
| Mr. Burns låter de anställda arbeta åt honom på USA:s självständighetsdag. Mr. Burns ringer polisen då Homer, Lenny och Carl brutit sig i hans vinkällare men griper istället Mr. Burns då han har stulna konstverk i hemmet och Smithers tar hand om Springfields kärnkraftverk. Bart förstör Lisas myrfarm och börjar bry sig om den enda överlevande myran, Annie. Gästskådespelare: Joe Mantegna och Kevin Michael Richardson. |               |                                   |                                                                                           |                                      |                      |                          |            |
| 459 | 18            | "Chief of Hearts"                 | Chris Clements                                                                            | Carolyn Omine & William Wright       | 18 april 2010        | 24 oktober 2010          | MABF09     |
| Homer döms till samhällstjänst och blir god vän med Clancy. Då Clancy blir skjuten flyr han efter att han sagt att Homer är en dålig vän. Bart och Lisa går på födelsedagsfest hos Dylan och Bart fastnar där för det japanska spelet "Battle Ball" och Skinner tror att han börjat ta droger. Gästskådespelare: Jane Kaczmarek, Joe Mantegna och Maurice LaMarche. |               |                                   |                                                                                           |                                      |                      |                          |            |
| 460 | 19            | "The Squirt and the Whale"        | Mark Kirkland                                                                             | Matt Warburton                       | 25 april 2010        | 26 oktober 2010          | MABF14     |
| Familjen köper ett vindkraftverk för att spara pengar men upptäcker att det inte har någon el då det är vindstilla. Springfield drabbas senare av stark vind och får enorma skador. Lisa upptäcker då en strandval som hon döper till "Bluella" och försöker få tillbaka valen till havet men blir ledsen då den dör och upptäcker att hon hade två ungar. Homer försöker hjälpa Lisa att rädda Bluellas två ungar. |               |                                   |                                                                                           |                                      |                      |                          |            |
| 461 | 20            | "To Surveil With Love"            | Lance Kramer                                                                              | Michael Nobori                       | 2 maj 2010           | 2 november 2010          | MABF12     |
| I Springfield börjar man sätta upp övervakningskameror efter ett misstänkt bomblarm och Clancy anställer Marge och Ned till att vakta kamerabilderna. Lisa deltar i en tävling men blir arg på domarna som utdömer henne för att vara blondin och färgar tillfälligt håret mörkare och låtsas vara en annan för att bevisa att blondiner inte är dumma. Gästskådespelare: Eddie Izzard och Marcia Wallace. |               |                                   |                                                                                           |                                      |                      |                          |            |
| 462 | 21            | "Moe Letter Blues"                | Matthew Nastuk                                                                            | Stephanie Gillis                     | 9 maj 2010           | 2 november 2010          | MABF13     |
| Moe upptäcker kärlekslivet hos fina vänner. Under mors dag tar Homer med sig barnen till Weasel Island där han upptäcker ett brev från Moe där han berättar att han umgås med Manjula, Marge eller Helen och deras makar minns om hur de svikit sina fruar och försöker be om ursäkt. Gästskådespelare: Don Pardo. |               |                                   |                                                                                           |                                      |                      |                          |            |
| 463 | 22            | "The Bob Next Door"               | Nancy Kruse                                                                               | John Frink                           | 16 maj 2010          | 9 november 2010          | MABF11     |
| Springfield drabbas återigen av en ekonomisk kris och familjen Simpsons får Walt Warren som granne, men Bart misstänker att det är Sideshow Bob men lugnas av Marge men det visar sig att han hade rätt. Den riktiga Walt Warren blev utklädd i fängelset till Sideshow Bob och försöker stoppa den riktiga Sideshow Bob. Gästskådespelare: Kelsey Grammer. |               |                                   |                                                                                           |                                      |                      |                          |            |
| 464 | 23            | "Judge Me Tender"                 | Steven Dean Moore                                                                         | Allen Glazier & Dan Greaney          | 23 maj 2010          | 9 november 2010          | MABF15     |
| Santa's Little Helper deltar i en tävling och Moe blir ledsen då ingen vill umgås med honom. men blir sen domare i flera tävlingar. Han blir senare inbjuden som domare i American Idol. Gästskådespelare: Ellen DeGeneres, Kara DioGuardi, Randy Jackson, Ryan Seacrest, Rupert Murdoch och Simon Cowell. |               |                                   |                                                                                           |                                      |                      |                          |            |